# Colobopterus brignolii
Colobopterus brignolii är en skalbaggsart som beskrevs av Carpaneto 1973. Colobopterus brignolii ingår i släktet Colobopterus och familjen Aphodiidae. Inga underarter finns listade i Catalogue of Life.